# Ballrechten-Dottingen
Ballrechten-Dottingen è un comune tedesco di 2 232 abitanti, situato nel land del Baden-Württemberg.